# ویکتور شوون

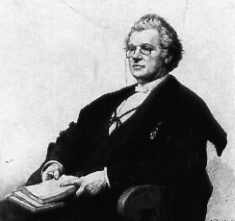
پرتره‌ای از ویکتور چاوین، خاورشناس بلژیکی

ویکتور چاوین، (به انگلیسی: Victor Chauvin)، زاده (۱۹۱۳-۱۸۴۴)، استاد عربی و عبری در دانشگاه لیج و یک خاورشناس بلژیکی، وی کتاب‌های قابل توجه‌ای درباره ادبیات و فولکلور خاورمیانه، تاریخ کتاب مقدس و شریعت اسلام نوشته‌است